# Casper (rapper)
Casper, pseudonimo di Benjamin Griffey (Lemgo, 25 settembre 1982), è un rapper tedesco di origine statunitense.

## Biografia
Nasce da padre statunitense e madre tedesca. Vive per un mese ad Extertal per poi spostarsi in Georgia. Dopo il divorzio fra i genitori, va a vivere dal patrigno, per poi trasferirsi ad 11 anni dalla madre biologica.
Non sapeva più parlare in tedesco, ma sapeva parlare inglese.
Nel 2004 comincia a gareggiare in varie competizioni di freestyle, e varie sessioni in studio, dove conosce il rapper Abroo, con il quale crea il gruppo Kinder des Zorns.
Nel 2004 rilsciano l'album congiunto Rap Art War.
Dopo alcuni singoli metalcore, comincia nel 2006 a rilasciare nuovamente brani hip hop.
Nel maggio 2008 rilascia il primo album solista Hin zur Sonne.
Nel 2009 si aggrega all'etichetta Selfmade Records, partecipando all'album Chronik 2.
Nel luglio 2011 pubblica il secondo album XOXO certificato platino in patria.
Nel 2013 rilascia Hinterland, anch'esso certificato disco di platino.
Nel 2017 pubblica l'album Lang lebe der Tod, seguito da 1982, pubblicato in collaborazione con Marteria.

## Stile e influenze musicali
Lo stile musicale si allontana spesso dall'hip hop di inizio carriera, spaziando verso gansta rap, punk e rock.
L'album Hinterland è stato considerato come appartenente alla musica rock.

## Discografia

### Album in studio
- 2004 – Rap Art War (con Abroo come Kinder des Zorns)
- 2008 - Hin zur Sonne
- 2009 - Chronik 2 (con la Selfmade Records)
- 2011 - XOXO
- 2013 - Hinterland
- 2017 - Lang lebe der Tod
- 2018 - 1982 (con Marteria)